# Листратов, Юрий Алексеевич
Юрий Алексеевич Листратов (19 сентября 1941) — советский футболист, полузащитник.
Воспитанник московской ФШМ. В 1959—1960 годах играл за дубль московского «Динамо». 1961 год провёл в команде класса «Б» «Динамо» Киров. Далее играл за ленинградское «Динамо», за которое в первой (1962—1963) и второй (1964—1965) группе класса «А» провёл 65 игр, забил один гол. В 1966—1968 годах играл за «Строитель» Уфа, в 1969—1970 — за «Металлург» Магнитогорск.
В 1976—1977 — директор магнитогорской ДЮСШ-4, в 1978 — начальник команды «Металлург» Магнитогорск.